# Jorrdee
Pour l’article ayant un titre homophone, voir Jordy.
Jorrdee, de son vrai nom Jordan Bourgeois, né le 30 mai 1992 à Lyon, est un rappeur et chanteur français, actif depuis le début des années 2010. Parfois qualifié d'expérimental, il est à l'origine de la plupart de ses productions, clips et artworks, et publie ses EP's sous différents pseudonymes avant de se faire repérer par la presse spécialisée. Il fut membre du collectif 667.
En 2016, il sort une réédition de son album BJOVR$^LOP€! chez Warner Music, sur son propre label, ainsi que des collaborations avec DJ Weedim ou encore Phazz.
Il est diagnostiqué schizophrène. Il fait l'objet de plusieurs condamnations pour violences conjugales au début des années 2020.

## Biographie
Jorrdee naît et grandit à Lyon d'un père martiniquais et d'une mère comorienne. Du fait de cette différence culturelle, il passe ses premières années entre catéchisme et école coranique. Sa mère écoute de la variété française et son père du zouk, du dancehall et surtout beaucoup de rap.
Il commence à produire de la musique en classe de 4ème et forme un premier groupe avec un ami d'enfance avec qui il partagea ses premières soirées sous lean, Samuel Gouttenoire, aka Simili Gum, Les Mektons, dans lequel il est actif entre ses 16 et 18 ans. Quelque temps plus tard, il rencontre Freeze Corleone et forme avec lui et une dizaine de personnes originaires du Sénégal le collectif 667 (également appelé Mangemort Squad ou Ligue des Ombres). Pendant deux ans, ils habitent ensemble dans une maison au Kremlin-Bicêtre, consommant de la codéine et sortant peu.
Il cite le quartier Mermoz de Lyon, visible également au début du clip Coller au rythme. À ses 18 ans, il est inscrit dans une école d'art, la Sornas à Paris, ville où il fait régulièrement des allers-retours.

## Style et influences
L'artiste adopte différents styles musicaux au fil de ses albums, avec chacun des ambiances différentes : par exemple, synthés vaporeux dans La 25ème Heure, minimalisme dans Wavers, horrorcore dans D€€-A-Velli, samples bariolés dans Belle de Jour, dance et r'n'b avec La Nuit avant le Jour, boucles anxiogènes avec Notre Jour Viendra ou boucles électro lentes avec BJOVR$^LOP€!.
Ses paroles sont décrites comme oscillant « entre visions hallucinées, fantasmes sexuels, préoccupations et tentations diverses ». Les paroles de certains morceaux sont brouillées au point de devenir inaudibles, comme sur La Promenade des Anglais ou 2.
L'artiste fait référence à Serge Gainsbourg : « Caresse la beubar, j'ai le swag à Gainsbarre » (Danlelit), « Je suis venu te dire que je m'en vais pas » (Woodstock, voir Je suis venu te dire que je m'en vais) ou encore « Et si un jour je mange le goudron, ce sera pas de ta faute ce sera juste que j'me serai trompé de bouton » (Van Helsing, voir Comme un boomerang).

## Condamnation pour violences
Dès 2020, le média spécialisé Abcdr du son décide de revenir sur les louanges qui avaient précédemment été faites au rappeur,, notamment à la suite d'accusations de soumission chimique et de violences faites sur les réseaux sociaux.
En 2023, il est arrêté par la police et est condamné à 6 mois de prison avec sursis après avoir violemment frappé sa compagne dans un hôtel du centre-ville de Reims. 
En 2024, il est condamné à 12 mois de prison dont trois avec sursis, pour violences sur 4 ex-compagnes. Trois plaintes sont portées pour « violence sur conjoint » et une pour « harcèlement et dégradation ». Une cinquième victime se consitue partie civile, mais ne porte pas plainte. Il plaide l'amnésie et la maladie mentale, ayant été auparavant interné pour schizophrénie. Les victimes décrivent une forte emprise psychologique, et des violences récurrentes. 

## Discographie

### Projets
2021 : WAVERS II

### Clips et apparitions
- 2011 : LEΛN MUSƗC - GĦB (Jorrdee)
- 2011 : ĦMP - GĦB (Jorrdee)
- 2011 : PƗMP C - GĦB (Jorrdee)
- 2014 : Crack - Jordy
- 2014 : Or nah/12 coups - Jordy
- 2014 : Tourne Aux Alentours - Fred Watt feat. Jorrdee
- 2015 : P.A part.II - Jorrdee
- 2015 : 06H00/R£P TONY SNOW - Jorrdee
- 2015 : SWARD - $afia Bahmed-Schwartz feat. Jorrdee
- 2015 : Laisse pas rentrer les démons - DJ Weedim feat. Jorrdee
- 2015 : Rolling Stone - Jorrdee
- 2015 : Personne Ne Sort - Jorrdee
- 2015 : James Blunt - Jorrdee feat. Kix
- 2015 : Perds le sommeil - RTT CLAN
- 2016 : T Pas D'la Famille - Jorrdee
- 2016 : Connait Tout De Toi - Fred Watt feat. Jorrdee & Kix Kaki
- 2016 : Pas Le Moral - Congo Bill feat. Jorrdee & Slim C
- 2016 : Fashion Weak - Jorrdee
- 2016 : État second - Jorrdee
- 2016 : Coller Au Rythme - Jorrdee
- 2016 : CC - Avant (C’était mieux) - Jorrdee
- 2016 : Rolling Stone - Vevo dscvr France (Live) - Jorrdee
- 2016 : Interview #BonjourSalope (Live des studios de Generations) - Jorrdee
- 2016 : Freestyle #667 (Live des studios de Generations) - Jorrdee & Zuukou Mayzie
- 2016 : RdvOKLM (Interview) - Jorrdee
- 2017 : Dancing (NTS) - Jorrdee
- 2017 : Avant - Jorrdee
- 2017 : California - Jorrdee
- 2017 : Arrête - Jorrdee
- 2017 : Y'a du sang partout - RETRO X feat. Jorrdee
- 2017 : Flash - Fred Watt feat. Ian Vandooren  & Jorrdee
- 2017 : Gary Jules - Retro x
- 2017 : Harold - Ian Vandooren feat. Jorrdee
- 2017 : Snoopy - Jorrdee
- 2018 : Iverson - Jorrdee
- 2018 : Dashiki - Jorrdee feat. Gorgeous
- 2019 : Sac De Frappe - Jorrdee & Izen

### Collaborations
- 2012 : Mrs. S - Freeze Corleone et Jorrdee
- 2012 : Folie meurtrière - Freeze Corleone et Jorrdee
- 2012 : Fuck la terre - Freeze Corleone et Jorrdee
- 2013 : Argent Noir - Freeze Corleone et Jorrdee
- 2014 : Violet : 667 - 33ème Degré - 667 feat. Freeze Corleone & Norsacce Berlusconi
- 2014 : J'en Ai Marre D'être Nécrophile : 667 - 33ème Degré - 667 feat. Jorrdee
- 2014 : Et On Cons' (Shit world tour 2014) : 667 - 33ème Degré - 667 feat. Freeze Corleone & Norsacce Berlusconi
- 2014 : Sacrifice de Poulet pt.2 : 667 - 33ème Degré - 667 feat. Freeze Corleone & Osirus Jack
- 2014 : Bonbons - Jorrdee
- 2014 : Bryan Williams : 66.7 Radio - Édition Spécial Noël - 667 feat. Jorrdee
- 2015 : SWARD - $afia Bahmed-Schwartz
- 2015 : Laisse Pas Rentrer Les Démons : Boulangerie Française - DJ Weedim
- 2016 : Etat Second - King Doudou, Shkyd et Jorrdee
- 2017 : Le Temps Zero : Dans La Loge - Les Alchimistes feat. Retro X
- 2017 : Harold - Ian Vandooren
- 2017 : 8 Temps : En Attendant Xx ... - Lala &ce
- 2018 : Tu Dis Rien : </3 - Raaash feat. Retro X
- 2018 : Et Si : Sahara Hardcore, Vol. 2
- 2018 : Marvel : Heroes - Retro X feat. Lala &ce et Mazoo
- 2018 : Monte Au Ciel - Nolovway Feat. Jeff & Tiny
- 2018 : Jack  Sparrow : Best Of - Zuukou Mayzie feat. Freeze Corleone
- 2018 : Sotties - Lala &ce
- 2018 : Prostitute Flange - Jorrdee
- 2019 : Béguin Say : Ex-libris - Max D. Carter
- 2019 : Vin Rouge - Arthrn feat. Sybyr
- 2019 : Option - Arthrn
- 2019 : Cosmonaute : K7 - LL❦
- 2019 : Rencontre Rapprochée : K7 - LL❦